# Rupt-sur-Saône
Rupt-sur-Saône est une commune française située dans le département de la Haute-Saône, la région culturelle et historique de Franche-Comté et la région administrative Bourgogne-Franche-Comté. Elle est située à une vingtaine de kilomètres de Vesoul. 
Ses habitants sont appelés les Ruptiens et les Ruptiennes.

## Géographie
Le village est situé à environ 22 kilomètres de Vesoul, le chef-lieu de Haute-Saône près de la D 3 et de la D 59.
Il a été implanté en bord de Saône, au pied de trois élévations, c'est pourquoi on le nomme parfois le « village aux trois collines ».

### Climat
Pour des articles plus généraux, voir Climat de la Bourgogne-Franche-Comté et Climat de la Haute-Saône.
En 2010, le climat de la commune est de type climat des marges montargnardes, selon une étude du Centre national de la recherche scientifique s'appuyant sur une série de données couvrant la période 1971-2000. En 2020, Météo-France publie une typologie des climats de la France métropolitaine dans laquelle la commune est exposée à un climat semi-continental et est dans la région climatique  Lorraine, plateau de Langres, Morvan, caractérisée par un hiver rude (1,5 °C), des vents modérés et des brouillards fréquents en automne et hiver. 
Pour la période 1971-2000, la température annuelle moyenne est de 10,1 °C, avec une amplitude thermique annuelle de 17,3 °C. Le cumul annuel moyen de précipitations est de 974 mm, avec 12,8 jours de précipitations en janvier et 9,4 jours en juillet. Pour la période 1991-2020, la température moyenne annuelle observée sur la station météorologique de Météo-France la plus proche, « Combeaufontaine », sur la commune de Combeaufontaine à 8 km à vol d'oiseau, est de 10,7 °C et le cumul annuel moyen de précipitations est de 1 044,0 mm. 
La température maximale relevée sur cette station est de 41 °C, atteinte le 25 juillet 2019 ; la température minimale est de −26 °C, atteinte le 6 janvier 1985,,. 
Les paramètres climatiques de la commune ont été estimés pour le milieu du siècle (2041-2070) selon différents scénarios d'émission de gaz à effet de serre à partir des nouvelles projections climatiques de référence DRIAS-2020. Ils sont consultables sur un site dédié publié par Météo-France en novembre 2022.

## Urbanisme

### Typologie
Au 1er janvier 2024, Rupt-sur-Saône est catégorisée commune rurale à habitat dispersé, selon la nouvelle grille communale de densité à sept niveaux définie par l'Insee en 2022.
Elle est située hors unité urbaine. Par ailleurs la commune fait partie de l'aire d'attraction de Vesoul, dont elle est une commune de la couronne,. Cette aire, qui regroupe 158 communes, est catégorisée dans les aires de 50 000 à moins de 200 000 habitants,.

### Occupation des sols
L'occupation des sols de la commune, telle qu'elle ressort de la base de données européenne d’occupation biophysique des sols Corine Land Cover (CLC), est marquée par l'importance des territoires agricoles (54,9 % en 2018), une proportion sensiblement équivalente à celle de 1990 (54,6 %). La répartition détaillée en 2018 est la suivante : 
forêts (38,4 %), terres arables (29,6 %), prairies (16,1 %), zones agricoles hétérogènes (9,1 %), milieux à végétation arbustive et/ou herbacée (4 %), zones urbanisées (2,7 %). L'évolution de l’occupation des sols de la commune et de ses infrastructures peut être observée sur les différentes représentations cartographiques du territoire : la carte de Cassini (XVIIIe siècle), la carte d'état-major (1820-1866) et les cartes ou photos aériennes de l'IGN pour la période actuelle (1950 à aujourd'hui).

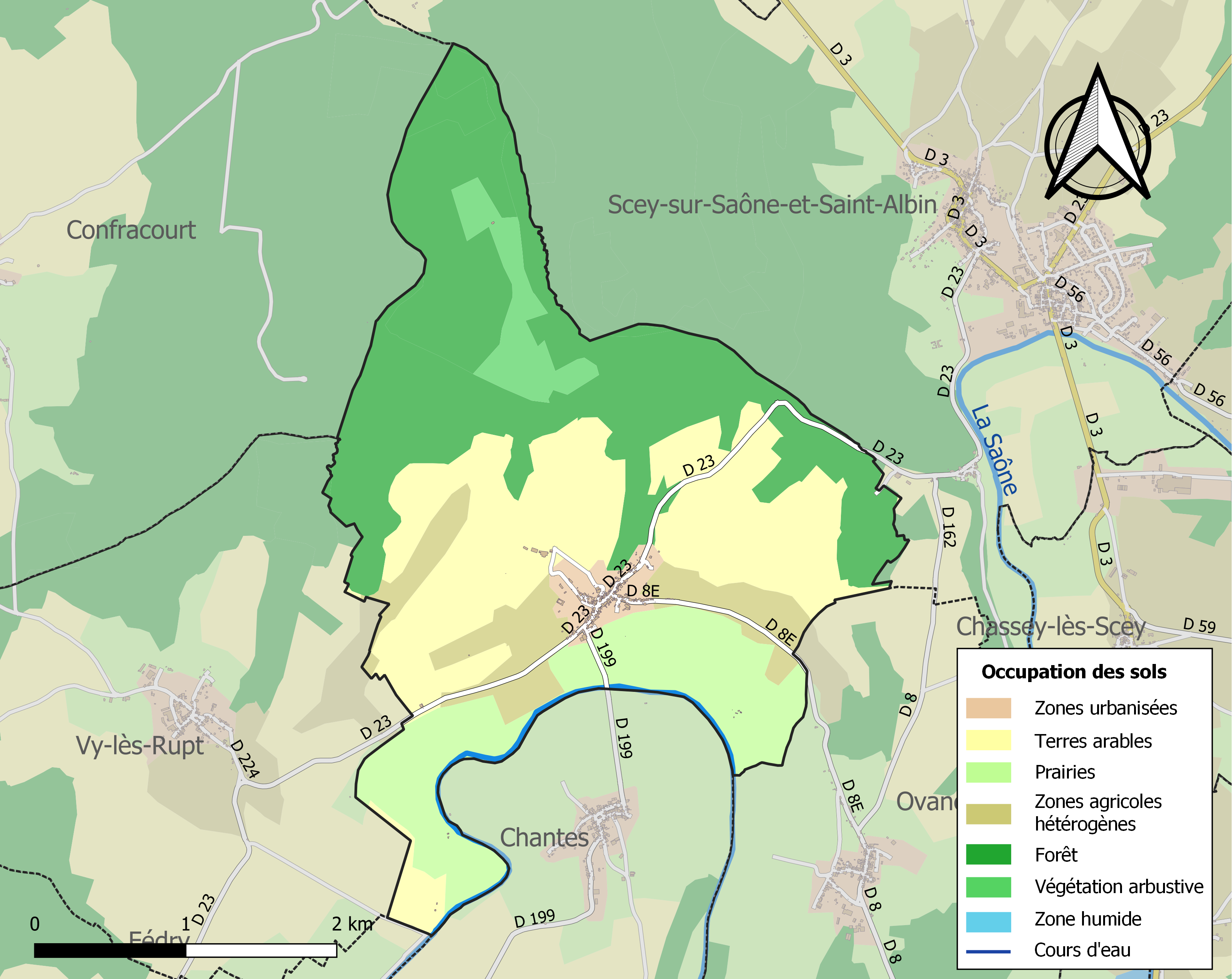
Carte des infrastructures et de l'occupation des sols de la commune en 2018 (CLC).

## Géologie et relief
Le village  est séparé de la Saône, au sud, par une bande de terrain humide nommée Le Breuil, traditionnellement dévolue au pâturage. Il est dominé par trois collines, dont chacune porte un symbole de l'ancien régime : le donjon d'un château du XIIIe siècle, l'église qui a pris la place, au XVIIIe siècle, d'un sanctuaire médiéval et les vestiges du couvent de Minimes, érigé à partir de 1700 et détruit à la Révolution.

## Toponymie
Le nom de la localité est attesté sous les formes de Rupe en 1132, Rue en 1185, Ru en 1211, Ruz au XIIIe siècle.
Il s'agit du mot ru « ruisseau » comme tous les types toponymiques Rupt et -rupt,,.

## Hydrologie
La ressource en eau est abondante du fait des nombreux ruisseaux qui descendent des collines et rejoignent la Saône. Le village est doté de plusieurs fontaines et abreuvoirs construits pour la plupart à la fin de la décennie 1870 et au début de la suivante suivant les projets des architectes départementaux Charles Dodelier et Charles Desgranges. Parmi ce patrimoine figure la fontaine de l'Abondance ainsi que la fontaine-lavoir décorée d'un lion passant.

## Histoire
L'occupation du site remonte au moins à l'époque gallo-romaine. Jusqu'au XIIe siècle, la commune appartenait à la maison de Pesmes[réf. nécessaire].
Une voie romaine puis une route du sel passaient à proximité.

## Légende
La vie de Jean Ier de Rupt, au XIIIe siècle, a inspiré la légende "Les dames vertes et  le moine rouge".

## Politique et administration

### Rattachements administratifs et électoraux
La commune fait partie de l'arrondissement de Vesoul du département de la Haute-Saône, en région Bourgogne-Franche-Comté. Pour l'élection des députés, elle dépend de la première circonscription de la Haute-Saône.
Elle fait partie depuis 1801 du canton de Scey-sur-Saône-et-Saint-Albin. Dans le cadre du redécoupage cantonal de 2014 en France, le territoire de ce canton s'est étendu de  17 à 46 communes.

### Intercommunalité
La commune est membre de la communauté de communes des Combes, créée le 31 décembre 1994.

### Liste des maires
| Période                                  | Période                      | Identité           | Étiquette | Qualité                                                           |
| ---------------------------------------- | ---------------------------- | ------------------ | --------- | ----------------------------------------------------------------- |
| Les données manquantes sont à compléter. |                              |                    |           |                                                                   |
| mars 2001                                | mars 2008                    | François Arambourg |           |                                                                   |
| mars 2008                                | mai 2020                     | Yves Chesnet       |           |                                                                   |
| mai 2020                                 | mai 2022                     | Sandrine Bobillier |           | Mandat écourté par la démission d'une partie du conseil municipal |
| septembre 2022                           | En cours (au 3 janvier 2023) | Laurent Bedin      |           |                                                                   |

## Démographie
L'évolution du nombre d'habitants est connue à travers les recensements de la population effectués dans la commune depuis 1793. Pour les communes de moins de 10 000 habitants, une enquête de recensement portant sur toute la population est réalisée tous les cinq ans, les populations de référence des années intermédiaires étant quant à elles estimées par interpolation ou extrapolation. Pour la commune, le premier recensement exhaustif entrant dans le cadre du nouveau dispositif a été réalisé en 2004.

En 2022, la commune comptait 106 habitants, en évolution de −6,19 % par rapport à 2016 (Haute-Saône : −1,4 %, France hors Mayotte : +2,11 %).
| 1793 | 1800 | 1806 | 1821 | 1831 | 1836 | 1841 | 1846 | 1851 |
| ---- | ---- | ---- | ---- | ---- | ---- | ---- | ---- | ---- |
| 580  | 573  | 551  | 560  | 656  | 625  | 619  | 568  | 553  |

| 1856 | 1861 | 1866 | 1872 | 1876 | 1881 | 1886 | 1891 | 1896 |
| ---- | ---- | ---- | ---- | ---- | ---- | ---- | ---- | ---- |
| 487  | 470  | 481  | 443  | 432  | 440  | 410  | 366  | 327  |

| 1901 | 1906 | 1911 | 1921 | 1926 | 1931 | 1936 | 1946 | 1954 |
| ---- | ---- | ---- | ---- | ---- | ---- | ---- | ---- | ---- |
| 320  | 311  | 314  | 255  | 243  | 226  | 221  | 197  | 215  |

| 1962 | 1968 | 1975 | 1982 | 1990 | 1999 | 2004 | 2006 | 2009 |
| ---- | ---- | ---- | ---- | ---- | ---- | ---- | ---- | ---- |
| 179  | 170  | 155  | 156  | 138  | 124  | 119  | 122  | 120  |

| 2014 | 2019 | 2022 | - | - | - | - | - | - |
| ---- | ---- | ---- | - | - | - | - | - | - |
| 116  | 107  | 106  | - | - | - | - | - | - |

## Économie
L'économie du village est essentiellement axée sur l'agriculture. Rupt-sur-Saône est aussi dotée de plusieurs chambres d'hôtes.

## Culture locale et patrimoine

### Lieux et monuments
- Château avec un donjon du XIIe siècle classé aux Monuments historiques[27].
- Église de la Nativité-de-Notre-Dame, construite en 1751 - 1753 sur les plans de Jean-Joseph Galezot, également classée aux Monuments historiques[28].
- La fontaine, plusieurs lavoirs ainsi que plusieurs calvaires, dont un datant du début du XVIIe siècle devant l'église[29] et un autre de 1603[30].
- Croix monumentale, monument historique.
- Croix de carrefour, monument historique.

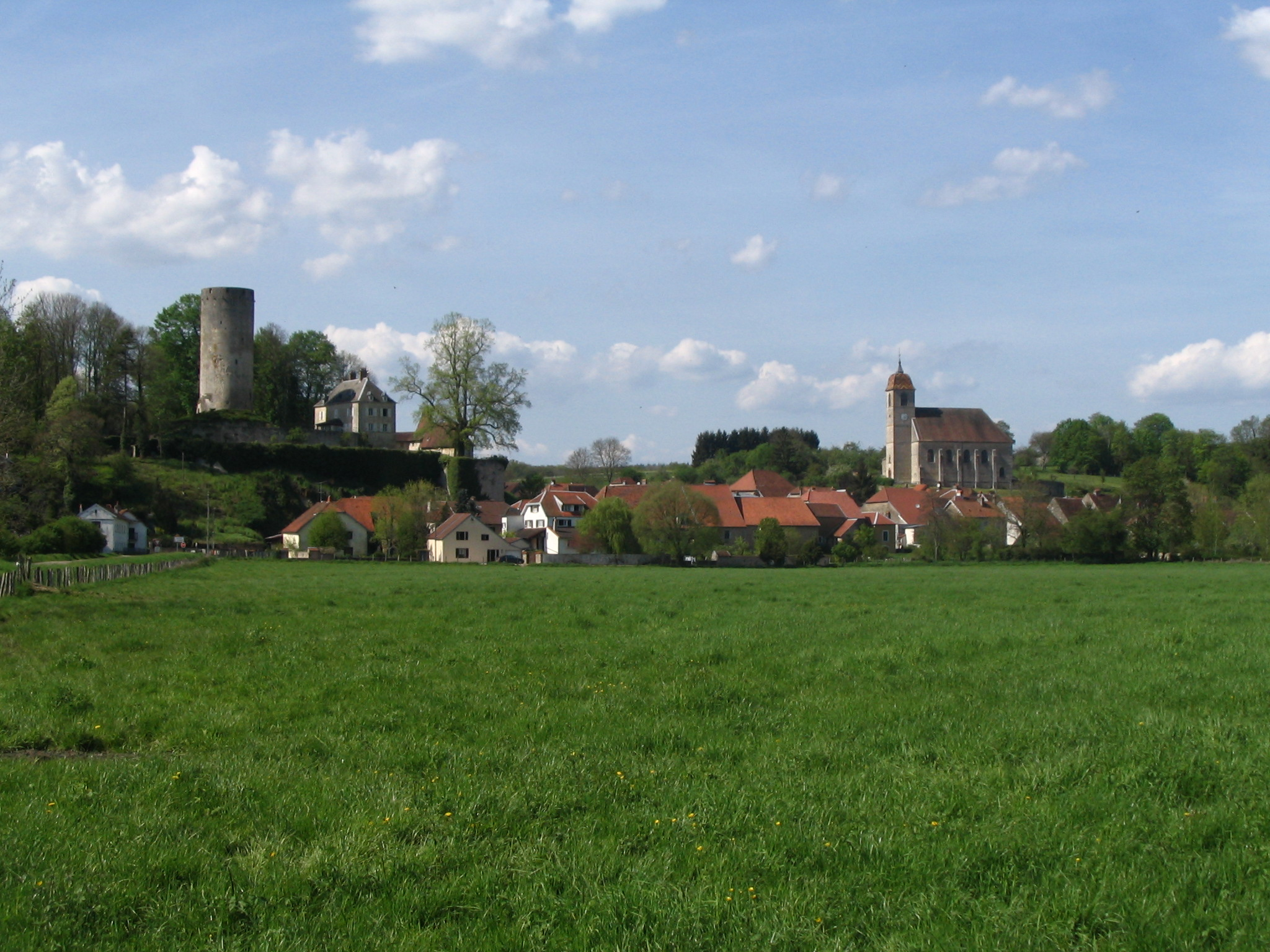
Vue du village depuis les rives de Saône.
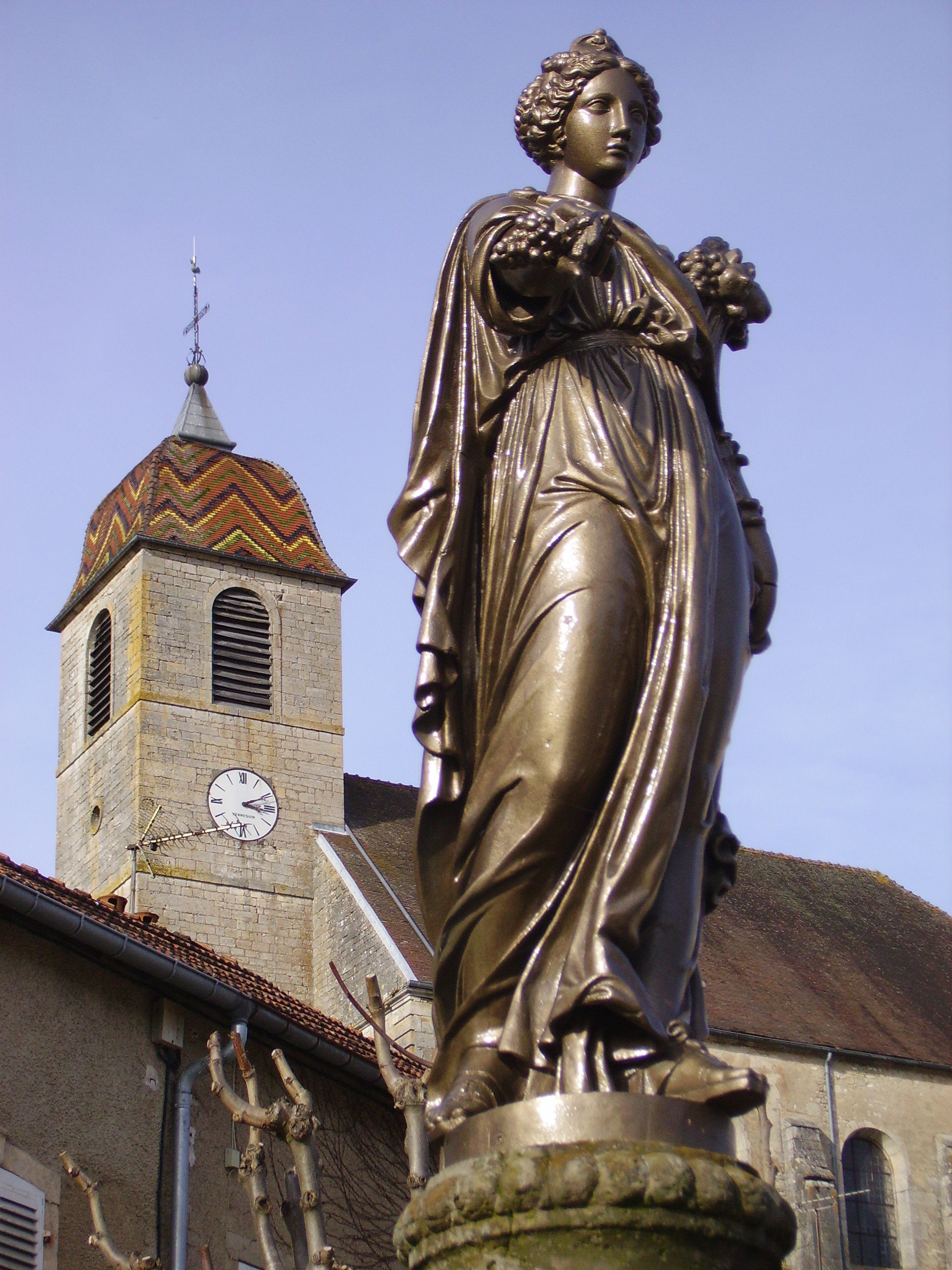
Statue de l'Abondance et église.

### Personnalités liées à la commune
- Jean-François Louis d'Orsay (1772-1843), dit Albert d'Orsay, général des armées de la République et de l'Empire, né à Paris, décédé dans cette commune au château de Rupt-sur-Saône[31]. Son père était le mécène  Pierre Gaspard Marie Grimod d'Orsay.
- Anselme Berthod (1733-1788) : bénédictin français, né à Rupt.